# Quinta Flota de los Estados Unidos
La Quinta Flota de los Estados Unidos es responsable de las fuerzas navales estadounidenses en el Golfo Pérsico, el Mar Rojo, el Mar Arábigo, y la costa de África del Este hacia el Sur hasta Kenia. Está supeditada al Mando Central de los Estados Unidos, y su actual comandante es el vicealmirante John W. Miller.

## Historia
La Quinta Flota fue establecida inicialmente el 26 de abril de 1944 comandada por el Almirante Raymond Spruance y asignada al Comando del Pacífico Central. Los buques de la Quinta Flota formaron junto con buques de la Tercera Flota la Gran Flota Azul. El almirante William F. Halsey, como comandante de la Tercera Flota, y Spruance alternarían el mando de la Gran Flota Azul en las diversas operaciones navales, este hecho permitía al otro almirante y a su personal prepararse para el subsiguiente. Estos relevos llevaron a los japoneses a pensar que eran dos flotas distintas las que operaban en el Océano Pacífico.
En 1947, la Quinta Flota fue desactivada.
Antes de la guerra del Golfo en 1990-1991, las operaciones navales de los EE. UU. en la región del Golfo Pérsico eran dirigidas por el Mando de las Fuerzas de Oriente Medio (COMMIDEASTFOR por sus siglas en inglés). Debido a que esta organización estaba insuficientemente equipada para manejar operaciones de combate a gran escala, se asignó a la Séptima Flota de los Estados Unidos, generalmente establecida en Japón, el mando de todas las operaciones y de todas las unidades, durante ese periodo. En julio de 1995 y después de una interrupción de 48 años, la Quinta Flota fue reactivada, substituyendo a COMMIDEASTFOR, está supeditada al Mando Central de los Estados Unidos. Su área de influencia abarca, el Golfo Pérsico, el Mar Rojo, y el Mar Arábigo, y tiene su base en Baréin.

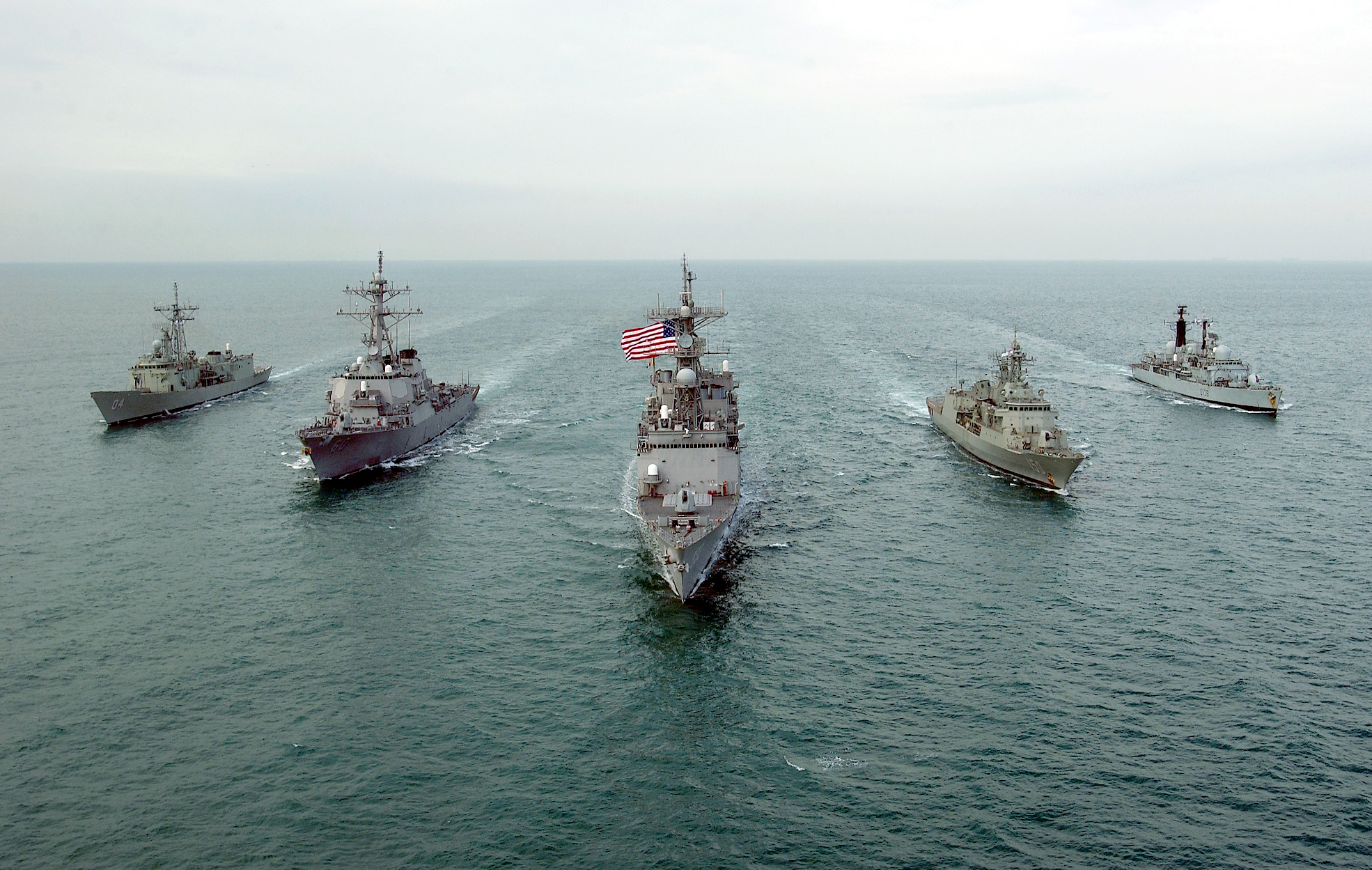
Destructores de la Armada estadounidenses, de la Royal Navy y de la Armada australiana en maniobras comunes en el Golfo Pérsico.

En la actualidad, la Quinta flota se compone de más de 20 buques, 15 000 hombres embarcados, y 1 000 en tierra, su configuración habitual se compone de un Grupo de Batalla; formado por un portaaviones, sus buques de escolta y su Ala Aérea; un Grupo Anfibio, diversos buques axilares.
A principios de 2003, la Quinta Flota, alcanzó el que hasta la fecha su máximo apogeo, cuando 5 portaaviones, seis buques de asalto anfibio -LHD y LHA con todos los componentes de la Fuerza de Tareas Aeroterrestre de Marines embarcados-, sus escoltas y buques de suministro, y más de 30 buques de la Royal Navy estuvieron bajo su mando.

## Organización
Relación de las Task Force que componen la Quinta Flota y su misión.
- Task Force 50 - Grupo de batalla.
- Task Force 51 - Grupo anfibio.
- Task force 52 - Buques minadores.
- Task Force 53 - Grupo logístico.
- Task Force 54 - Fuerza de submarinos
- Task Force 55 - Fuerzas de superficie (cualquier otro buque de guerra no adscrito a un grupo de batalla).
- Task Force 56 - Fuerza Expedicionaria de Combate (Seabees, unidades de desactivación de explosivos).
- Task Force 57 - Aviones de vigilancia y reconocimiento marítimo.
- Task Force 58 - Mando y control de las misiones designadas.
- Task Force 59 - Encargada de la ayuda humanitaria.
- Task Force IA - Asistencia individual.
- Task Force IM- Apoyo a la Armada iraquí.
- Task Force Shore Battlespace  - Encargada de la seguridad de todas las instalaciones en tierra.